# Mikaela Waltersson
Karin Mikaela Waltersson, född 30 januari 1973 i Algutstorps församling i Älvsborgs län, är en svensk politiker (moderat).
Waltersson är regionråd och regionstyrelsens ordförande i Region Halland sedan april 2018, då hon efterträdde Mats Eriksson (M). Hon har tidigare arbetat som socionom.
Mikaela Waltersson är syster till socialtjänstminister Camilla Waltersson Grönvall.